# Panolis insulata
Panolis insulata là một loài bướm đêm trong họ Noctuidae.